# Дедеркой (річка)
Дедеркой — річка в Туапсинському районі Краснодарського краю.
Тече на південний схід від міста Туапсе. Це невеличка гірська річка. Довжина її з притоками — 16 км. Площа водозбору 36 км². Річка бере початок зі схилів гір: Штабна (висота 879 м), Медвежа (найбільша висота 335 м), Чорна Круча і впадає в Чорне море біля селища Дедеркой. Долина річки обмежена великими перепадами, урвищами. Схили долини мають значний нахил, створюючи ущелини. Ширина долини у гирлі до 350 м. Річка маловодна, але в зливові періоди несе багато уламкового матеріалу. Витрата в зливовий період сягає до 500 м³/сек.